# Unterlind (Vohenstrauß)
Unterlind ist ein Ortsteil der Stadt Vohenstrauß im Landkreis Neustadt an der Waldnaab.

## Geographische Lage
Das Dorf Unterlind liegt auf dem Westufer des Leraubaches.
Unterlind befindet sich etwa 2,7 km südwestlich von Vohenstrauß und 1,5 km westlich der Bundesautobahn 6.

## Geschichte
Nach Urkunden aus den Jahren 1394, 1397 und 1399 besaßen die Paulsdorfer in Lint (Ober- und Unterlind) 2 Höfe.
1431 verkaufte Markgraf Friedrich den Zehnt Lind (Ober- und Unterlind) an Wilhelm Paulsdorfer.
1550 und 1596 gehörte Unterlind zum Pflegamt Tännesberg.
Im 16. Jahrhundert gehörte Unterlind zur Gemeinde und Pfarrei Oberlind, Landkreis Vohenstrauß.
4 Anwesen in Unterlind gehörten zum Pflegamt Tännesberg.
Zehentrechte in Unterlind hatte das Kastenamt Weiden.
Im 18. Jahrhundert gehörte Unterlind mit 13 Anwesen und einem Hirtenhaus zum Pflegamt Tännesberg.
4 Anwesen davon gehörten zur Grundherrschaft Amt Vohenstrauß.
Unterlind gehörte zum 1808 gebildeten Steuerdistrikt Oberlind.
Zu diesem Steuerdistrikt gehörten neben Oberlind selbst Unterlind, Arnmühle, Kaltenbaum und Tradmühle.
1821 gehörte Unterlind zur Ruralgemeinde Oberlind.
Zur Gemeinde Oberlind gehörten die Dörfer Oberlind mit 39 Familien und Unterlind mit 13 Familien und die Einöden Kaltenbaum mit 2 Familien und Tradmühle mit einer Familie.
Mit der Gemeindegebietsreform 1972 kam Unterlind in die Gemeinde Vohenstrauß.

## Einwohnerentwicklung in Unterlind ab 1838
| Jahr | Einwohner | Gebäude |
| ---- | --------- | ------- |
| 1838 | 98        | 13      |
| 1871 | 91        | 36      |
| 1885 | 81        | 13      |
| 1900 | 93        | 13      |
| 1913 | 96        | 13      |
| 1925 | 113       | 15      |

| Jahr | Einwohner | Gebäude |
| ---- | --------- | ------- |
| 1950 | 106       | 16      |
| 1961 | 81        | 15      |
| 1970 | 68        | k. A.   |
| 1987 | 80        | 15      |
| 2011 | 70        | k. A.   |